# Landkreis Schwandorf
Landkreis Schwandorf är ett distrikt (Landkreis) i Oberpfalz i det tyska förbundslandet Bayern. Distriktet ligger i Planungsregion Oberpfalz-Nord.

## Geografi
Bergsområdet Oberpfälzer Wald ligger delvis i distriktet.